# Base de la Fuerza Aérea Davis-Monthan
La Base de la Fuerza Aérea Davis–Monthan, en inglés: Davis-Monthan Air Force Base (IATA: DMA, OACI: KDMA, FAA LID: DMA), es una de base de la Fuerza Aérea de los Estados Unidos ubicada aproximadamente a 8 km al sursudeste de Tucson, Arizona.
Como ubicación principal del 309 AMARG, la Base Aérea Davis-Monthan es el único cementerio de aviones para el exceso de aviones militares y del gobierno de EE. UU. y otros vehículos aeroespaciales, como misiles balísticos. El clima seco y el suelo alcalino de Tucson lo convierten en un lugar ideal para almacenar y preservar aeronaves. Más de 4.000 aviones militares están estacionados en la base.

## Galería

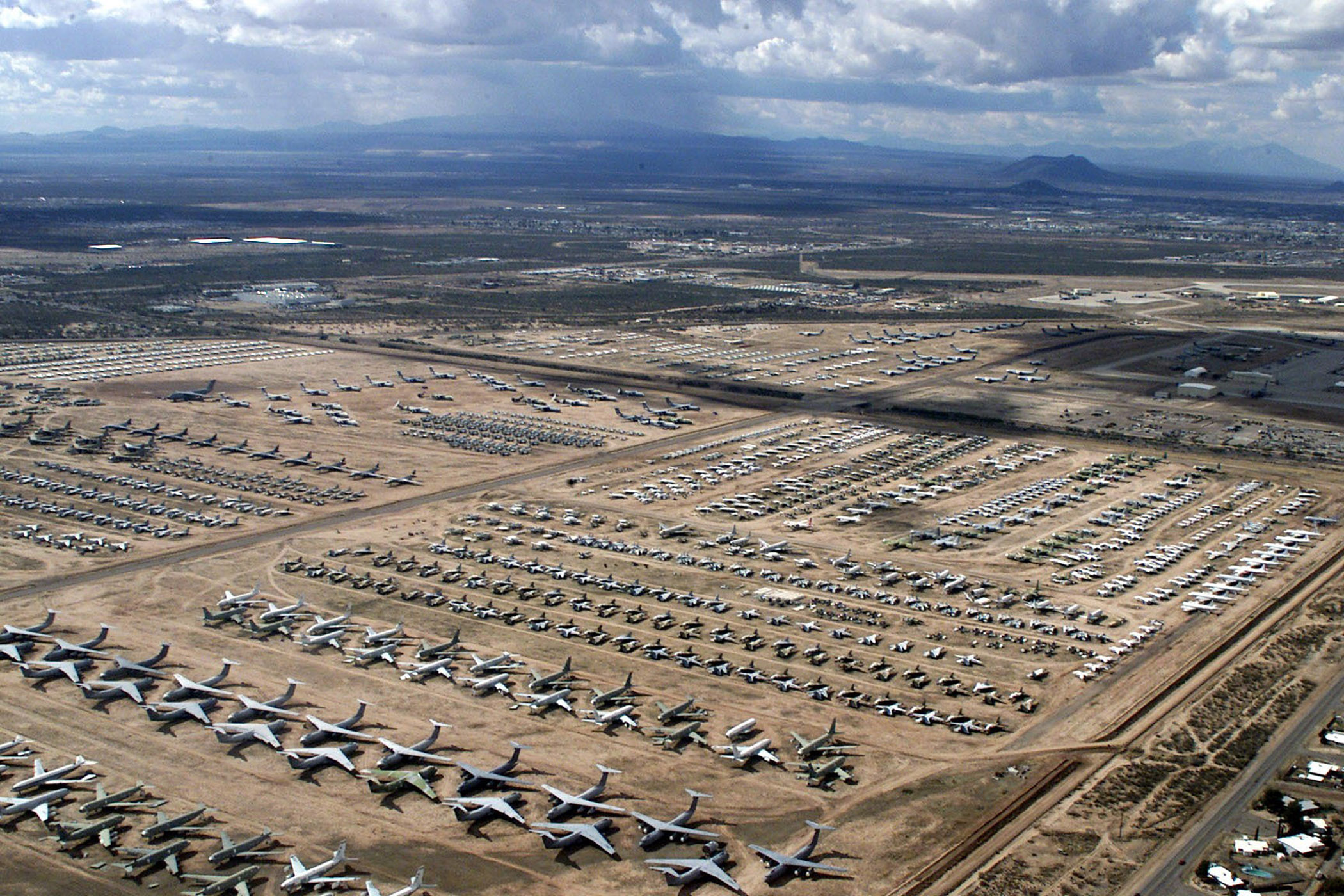
Aviones estacionados, año 2004.
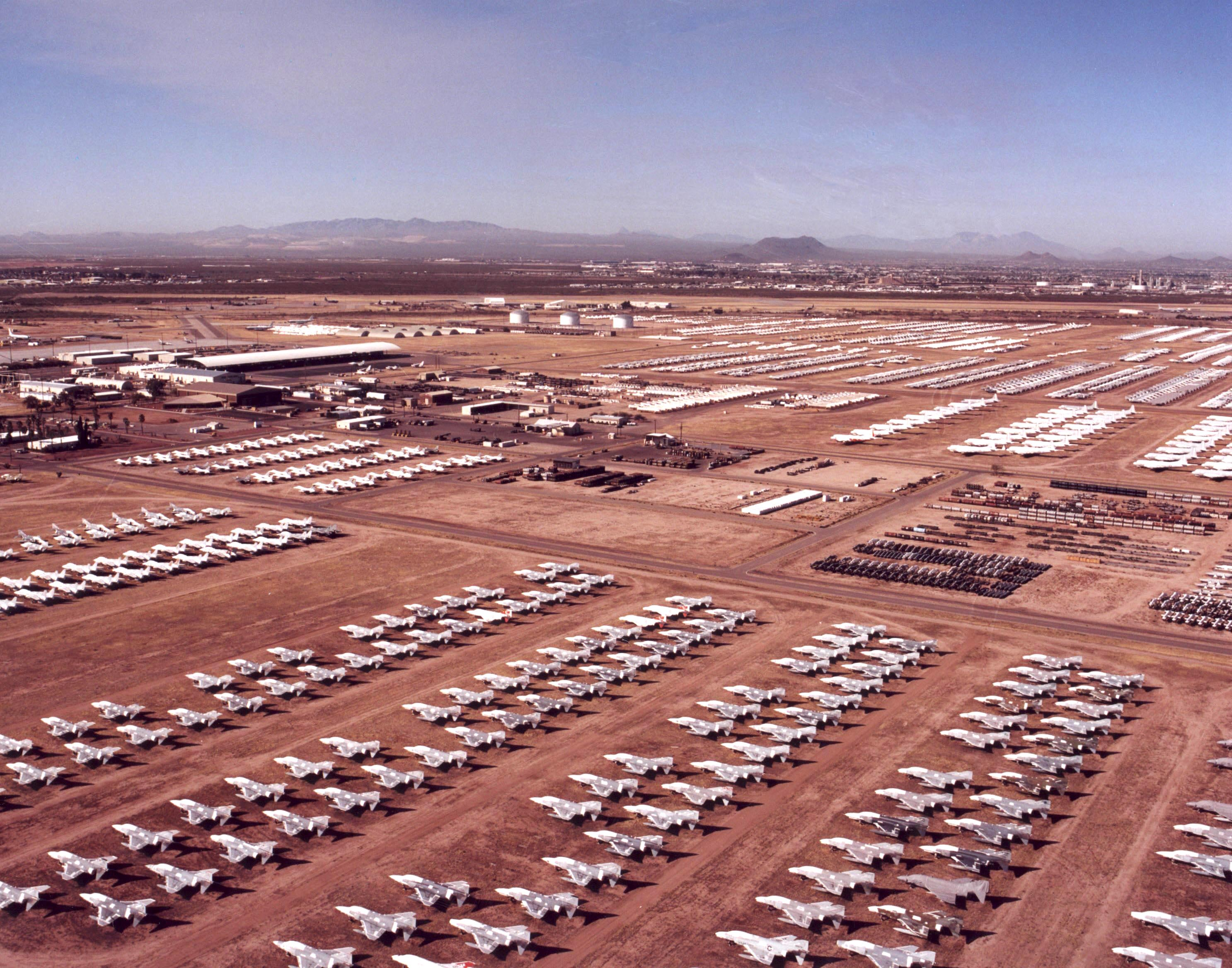
Aviones estacionados, año 2007.
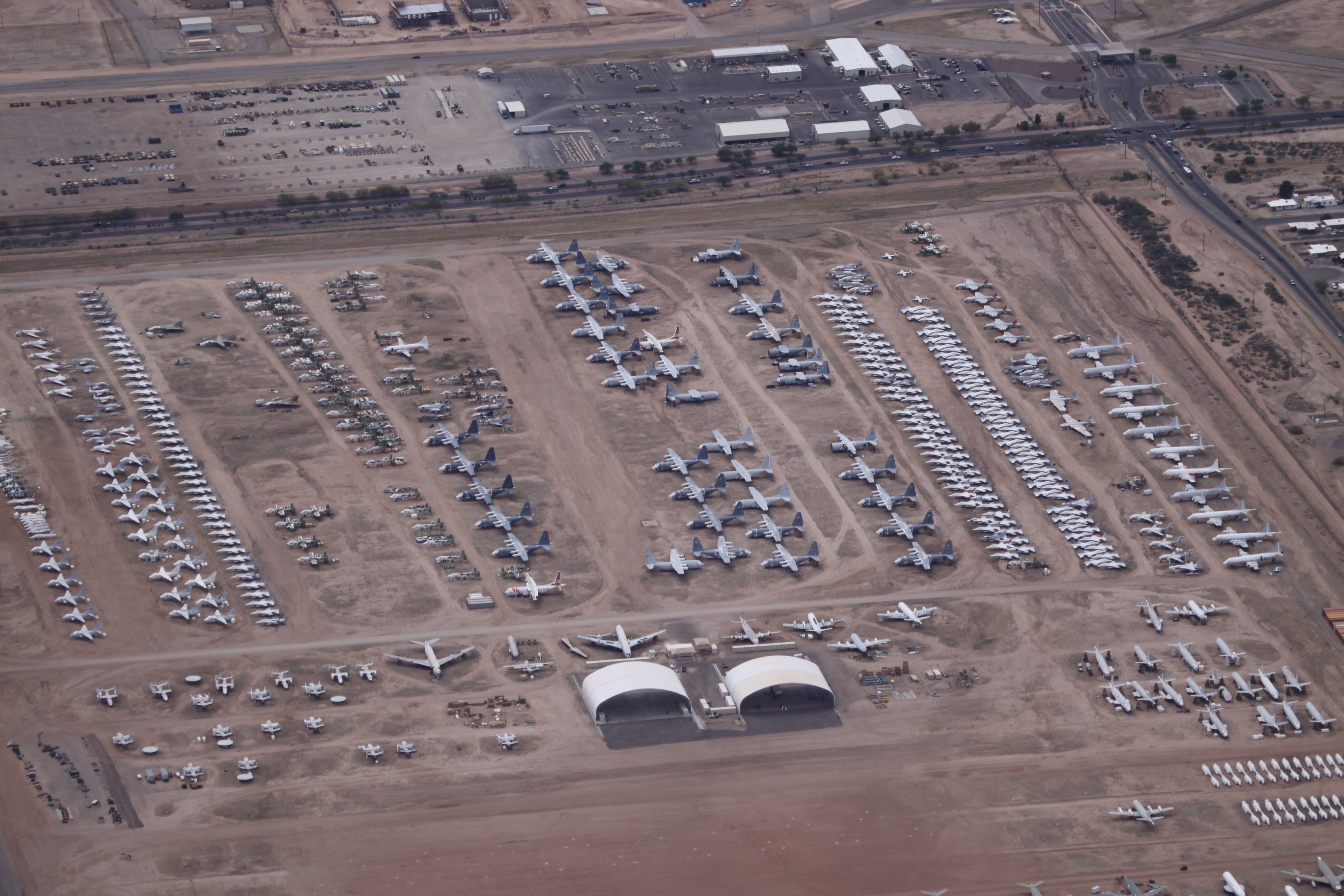
Aviones estacionados, año 2013.